# Imanàikino
Imanàikino (en rus: Иманайкино) és un poble de la República de Marí El, a Rússia, que en el cens del 2010 tenia 24 habitants. Pertany al districte rural de Voljsk.